# Ołtarz (skała)

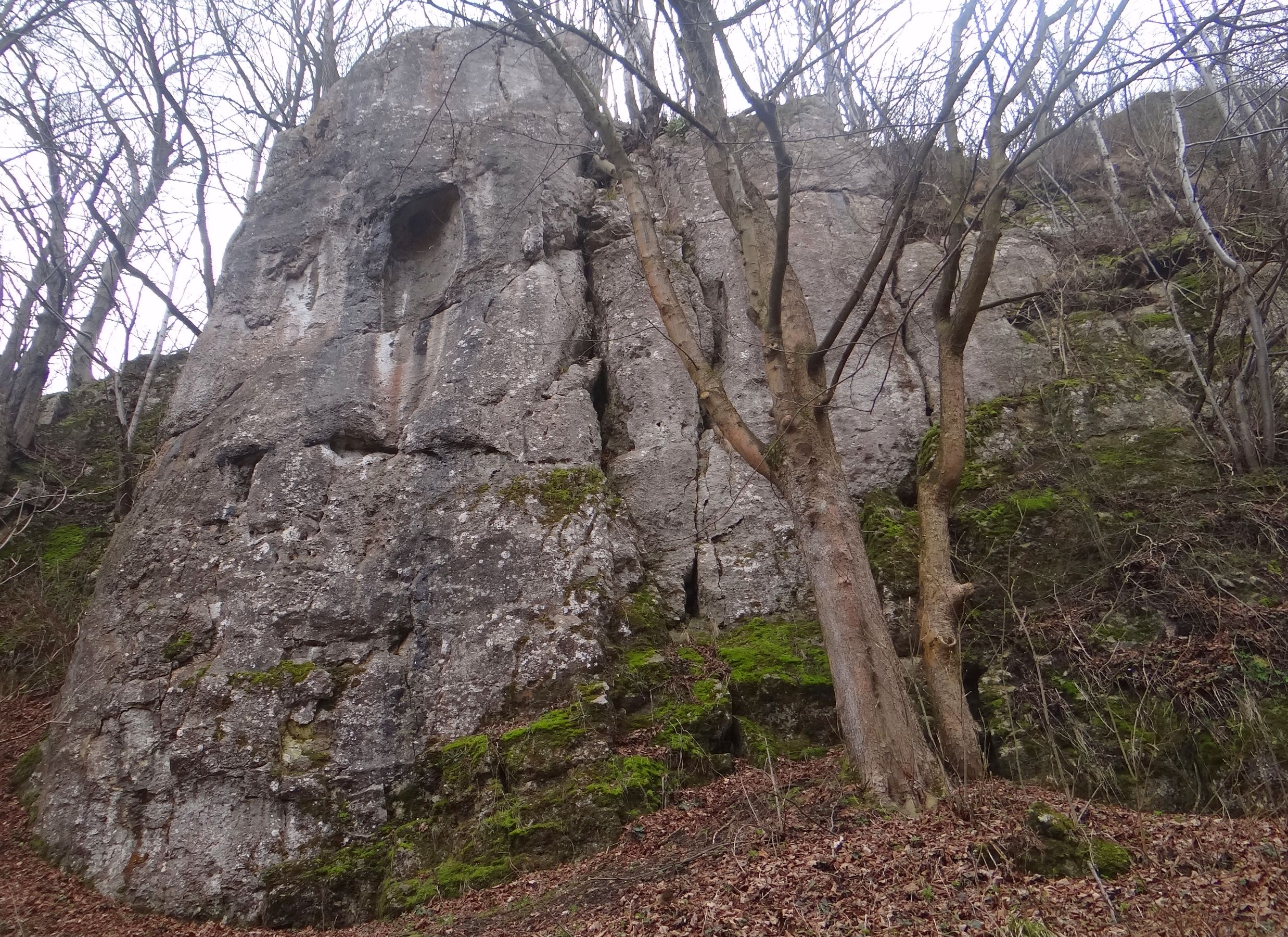

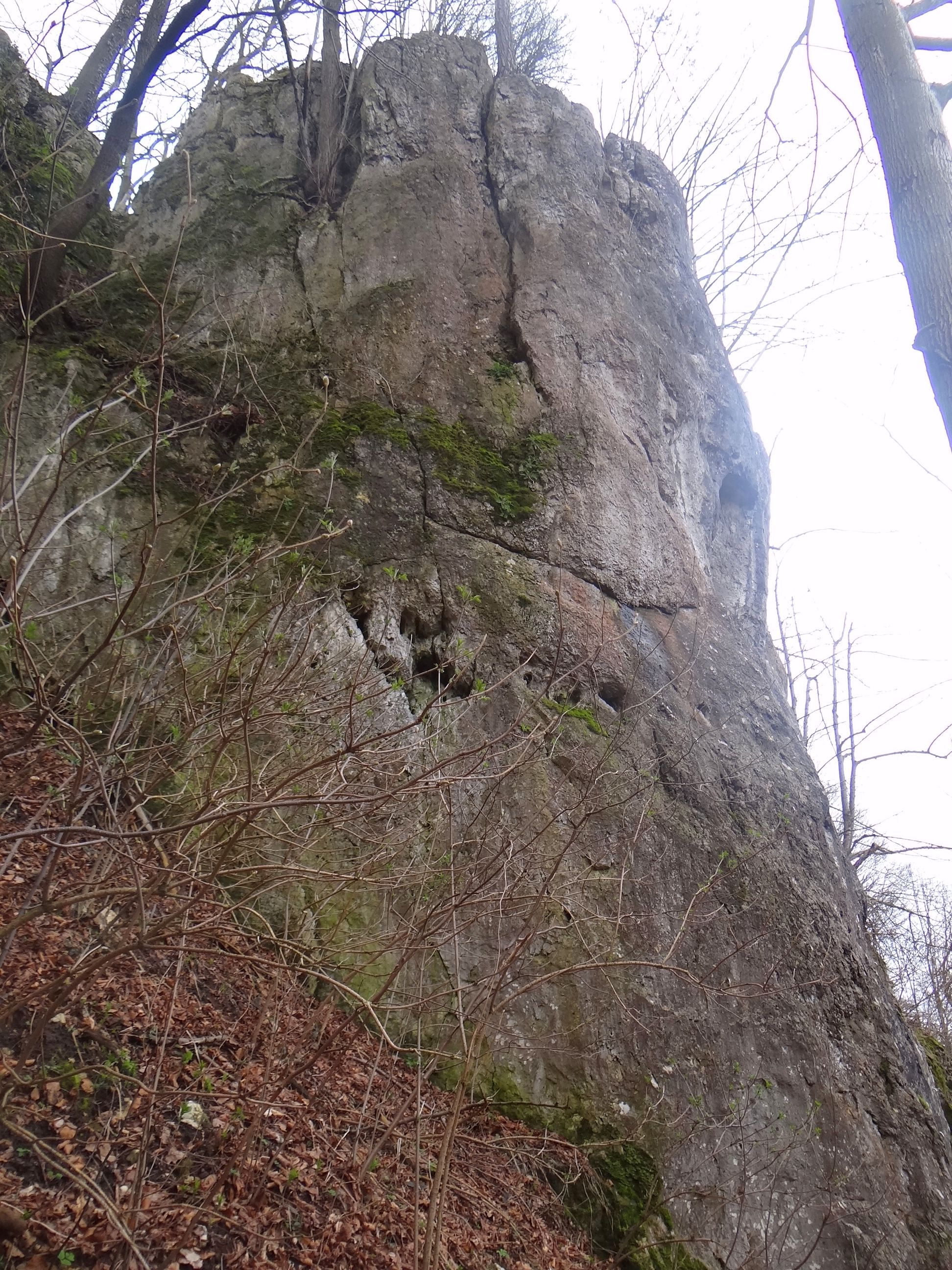

Ołtarz – skała w dolinie Wrzosy na Garbie Tenczyńskim (część Wyżyny Krakowsko-Częstochowskiej). Administracyjnie znajduje się w obrębie wsi Rybna, w województwie małopolskim, w powiecie krakowskim, w gminie Czernichów.
Zbudowana z twardego wapienia skalistego skała znajduje się w lesie, na lewym brzegu potoku Rudno. Ma wysokość 12–18 m. Po jej lewej stronie (patrząc od dołu) znajduje się charakterystyczna skała Kuźnia mającą dwa otwory Jaskini na Wrzosach Północnej. Na skale Ołtarz jest 16 dróg wspinaczkowych o trudności od III do VI.5 w skali polskiej. 14 z nich ma zamontowane stałe punkty asekuracyjne; ringi i stanowiska zjazdowe. Drogi o wystawie północno-zachodniej.
W dolinie Wrzosy jest 5 skał. W kolejności od północy na południe są to: Zig-Zak, Kuźnia, Ołtarz, Masyw Güllich, Wrzosy.

## Drogi wspinaczkowe
1. Droga Cholewy; VI.1, 3s, 16 m
2. Requiem dla bezsenności; VI.1+, 5r + st, 17 m
3. Happines is a warm gun; VI.2+, 5r + st, 17 m
4. Rootsmanuva; VI.3, 8r + st, 18 m
5. Assasin; VI.4+, 8r + st, 18 m
6. Zion I; VI.3+, 9r + st, 18 m
7. Satuka; VI.5, 10r + st, 18 m
8. Apicat; VI.4, 10r + st, 19 m
9. Nagdanamal; VI.2, 9r + st, 18 m
10. Kant Ołtarza; VI.1, 8r + st, 18 m
11. Granat pośredni; VI, 8r + st, 18 m
12. Granat skrajny; III, 18 m
13. Granat zadni; VI, 18 m
14. ETA; VI.3+, 2r + 4s + st, 15 m
15. Awrukat; VI.5, 1r + 5s + st, 15 m[3].